# Stade Antoine-Béguère
Le stade Antoine-Béguère, de son ancien nom stade Lucien-Pourxet ou encore stade municipal de Lourdes, est un stade de rugby à XV occupé par l'équipe du Football club lourdais XV Hautes-Pyrénées. Il est le stade principal de la ville de Lourdes.

## Historique
Le stade est fondé en 1928 sous le nom de stade municipal cependant à cette époque un nom plus répandu est utilisé, Le stade du lac car celui-ci se trouvait sur la route menant au lac de Lourdes. En 1937 soit neuf années après la construction de stade, il change de nom et se nomme stade Lucien-Pourxet, celui-ci étant le président du club de rugby de la ville mort durant la même année. En 1947, de très gros travaux ont lieu et le stade prend la forme actuelle, il acquit une première tribune avec un toit, sans poteaux pour le maintenir ; c'est une première architecturale en France. Le nouveau stade s'équipe aussi de nombreuses infrastructures autour comme l'entrée, totalement rénové,.
En 1961 le stade change une seconde fois de nom, renommé stade Antoine-Bégère en hommage à l'ancien maire de Lourdes et joueur de la même équipe.
En 2008 est peint sur les murs du stade une grande fresque avec le portrait des joueurs de rugby du club lourdais ayant déjà été sélectionnés dans le XV de France,.

Sélection de vues du stade.
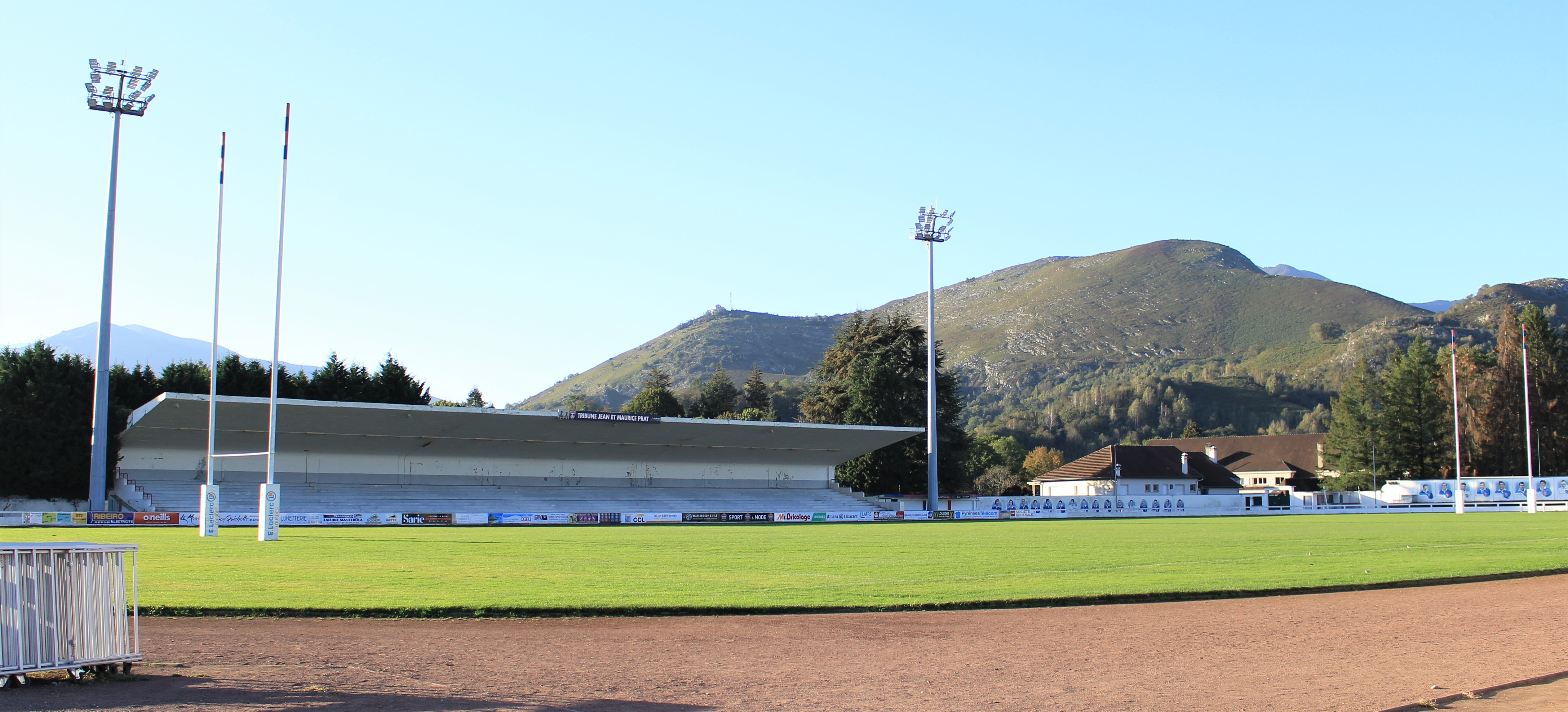
Vue de la pelouse.
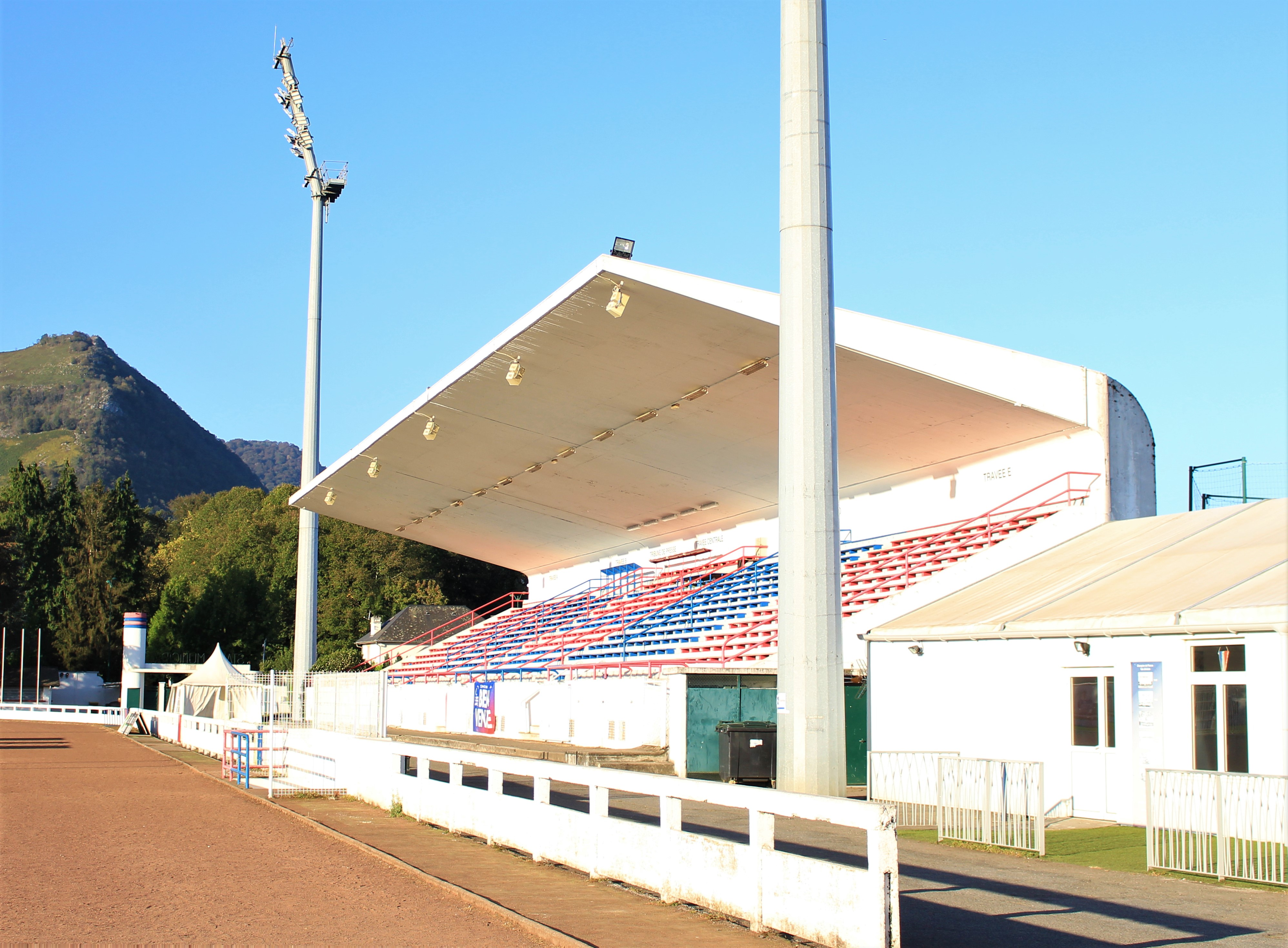
Vue de la tribune principale.